# UFC Undisputed 3
UFC Undisputed 3 is een MMA-spel ontwikkeld door Yuke's.
In het spel vecht de speler tegen deelnemers van de Ultimate Fighting Championship (UFC).